# ایشتار

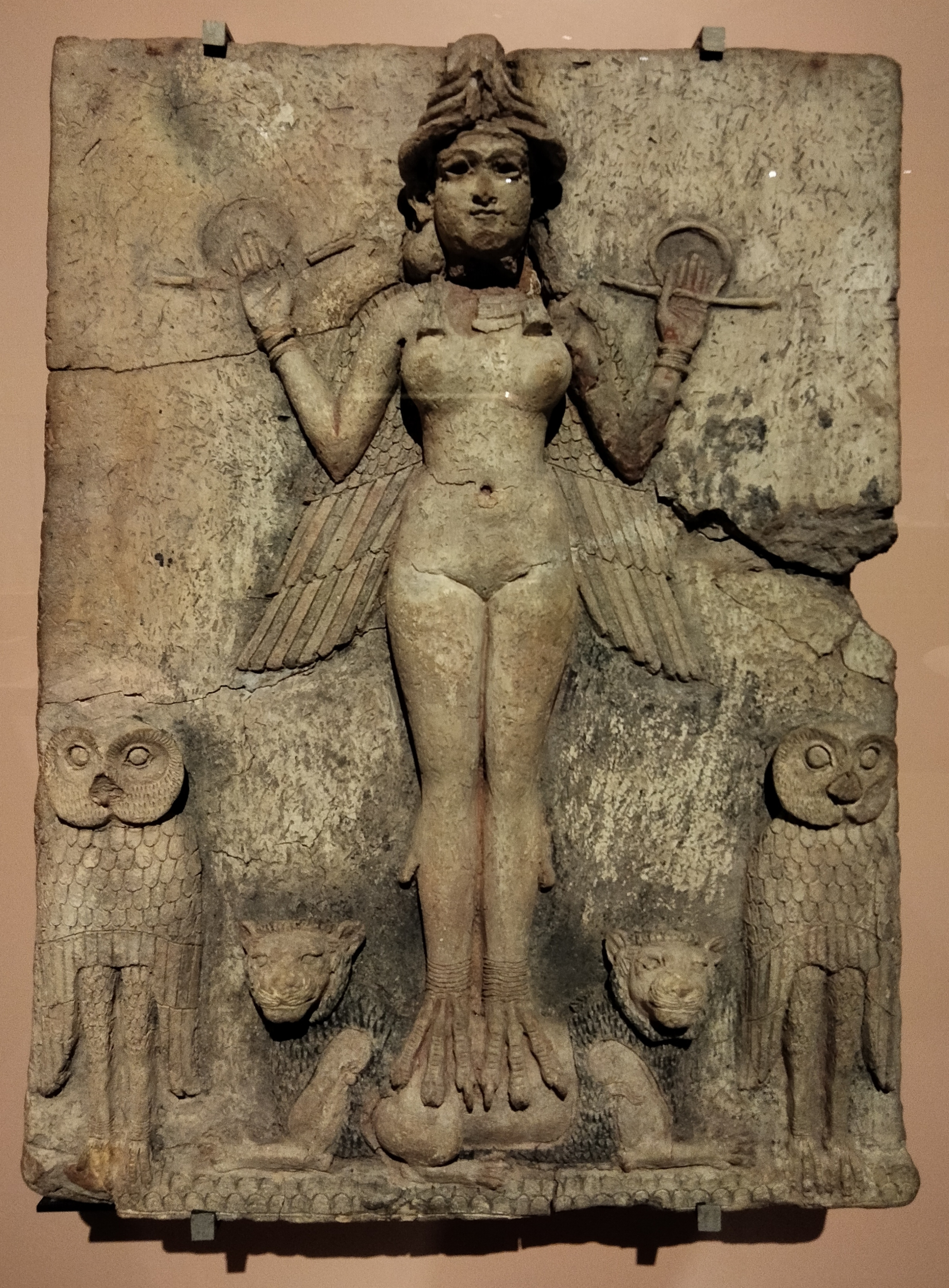

ایشتار نام یکی از الهه‌های آشوری است. ایشتار (عشتار) همتای اینانای سومری ها و مرتبط با الهه سامیان شمال غربی یعنی الهه عشتروت است.
آنونیت، آستارته و آتارسامَین نام‌های دیگری برای ایشتار هستند. در اسطوره‌ها او را ایزدبانوی نشاط عشق می‌دانند.
در اساطیر بابلی ایشتار خدای عشق و باروری نیز هست. 
روزی ایشتار عاشق تموز می‌شود، ولی تموز با حمله یک گراز کشته شده و به دنیای مردگان برده می‌شود، که بابلیان به آن دوزخ نام آرلو می‌دادند و ارشکیگال خواهر حسود ایشتار بر آن تسلط داشت. ایشتار به اندوه سخت گرفتار شد و تصمیم گرفت به آرلو سفر کند و با شستن زخم‌های تموز در یکی از چشمه‌های شفابخش زندگی را به وی بازگرداند. چون ایشتار به آرلو فرو می‌رود، توسط خواهرش زندانی می‌شود. زمین که از وجود او الهام نمی‌گرفت، همۀ هنرها و راه‌های عشق‌ورزی را یکباره فراموش کرد. جمعیت کم شد و خدایان که دریافتند قربانی‌های زمین کاهش یافته پریشان شده و فرمان دادند که ارشکیگال خواهرش ایشتار را آزاد کند و او به فرمان خدایان گردن نهاد؛ ولی ایشتار به بازگشتن زمین جز آنکه تموز را با خود همراه ببرد خرسندی نمی‌داد تا اینکه درخواست وی پذیرفته شد.

## ریشه‌شناسی
محققان بر این باورند که اینانا و ایشتار در اصل خدایان جدا و غیر‌مرتبطی بودند، اما در زمان سلطنت سارگون اکد با یک‌دیگر ترکیب شدند و عمدتا به عنوان یک الهه با دو نام متفاوت در نظر گرفته می‌شدند. نام اینانا ممکن است از عبارت سومری «nin-an-ak» به معنای «بانوی بهشت» گرفته شده‌باشد، با این حال علامت میخی برای اینانا (𒈹) لیگاتوری از علائم بانو (به سومری: نین؛ خط میخی: 𒊩𒌆 SAL.TUG2) و آسمان (به سومری: آن؛ خط میخی: 𒀭 AN) نیست. این مشکلات باعث شد که برخی از آشورشناسان اولیه پیشنهاد کنند که ممکن است اینانا در اصل یک الهه نیافراتی بوده باشد که بعدا در پانتئون سومری پذیرفته شده‌است.
ایشتار به عنوان عنصری در نام‌های شخصی از هر دو دوره پیش از سارگونی و پس از سارگونی در اکد، آشور و بابل وجود دارد. این نام از مشتقات سامی است و احتمالا از نظر ریشه‌شناسی با نام خدای مذکر سامی غربی، عثتر، مرتبط است که در کتیبه‌های بعدی از اوگاریت و جنوب عربستان ذکر شده‌است. ممکن است ستاره صبحگاهی به عنوان یک خدای مذکر که بر هنرهای جنگی رهبری می‌کند و ستاره شامگاهی به عنوان یک خدای مونث که بر هنرهای عشق ریاست می‌کند تصور شده‌باشد. در میان اکدی‌ها، آشوری‌ها و بابلی‌ها، نام خدای مذکر در نهایت جایگزین نام همتای مونث او شد، اما به دلیل تلفیق زیاد با اینانا، این خدا به عنوان مونث باقی ماند، اگرچه نام او به شکل مذکر بود.

## خاستگاه و توسعه
اینانا برای بسیاری از محققان سومر باستان مشکل ایجاد کرده‌است، زیرا حوزه قدرت او بیش از هر خدای دیگری دارای جنبه‌های متمایز و متناقض است. دو نظریه عمده در مورد منشا او ارائه شده است؛ توضیح اول معتقد است که اینانا نتیجه تلفیق‌گرایی بین چندین خدای سومری با عملکردهایی کاملا متفاوت که قبلا نامرتبط بودند، است. توضیح دوم حاکی از این است که اینانا در اصل یک خدای سامی بود که پس از ساختار کامل پانتئون سومری، وارد پانتئون سومری شده و تمام نقش‌هایی را که هنوز به خدایان دیگر واگذار نشده بود بر عهده گرفته‌است.
در اوایل دوره اوروک (حدود ۴۰۰۰ تا ۳۱۰۰ پیش از میلاد)، اینانا با شهر اوروک مرتبط بود. در این دوره نماد تیرک در سر حلقه‌ای با اینانا ارتباط نزدیکی داشت. گلدان معروف اوروک (که در انباری از اشیا مذهبی دوره اوروک سوم یافت شده‌است) ردیفی از مردان برهنه را نشان می‌دهد که اشیا مختلف از جمله کاسه، ظروف و سبدهای محصولات کشاورزی را حمل می‌کنند و گوسفند و بز را به سمت یک چهره یک زن می‌آورند. حاکم زن در مقابل نماد اینانا ایستاده است، در حالی که مرد جعبه و کاسه‌هایی را در دست دارد، علامت بعدی به خط میخی نشان دهنده ان یا کاهن اعظم معبد است.

## در حماسه گیلگمش

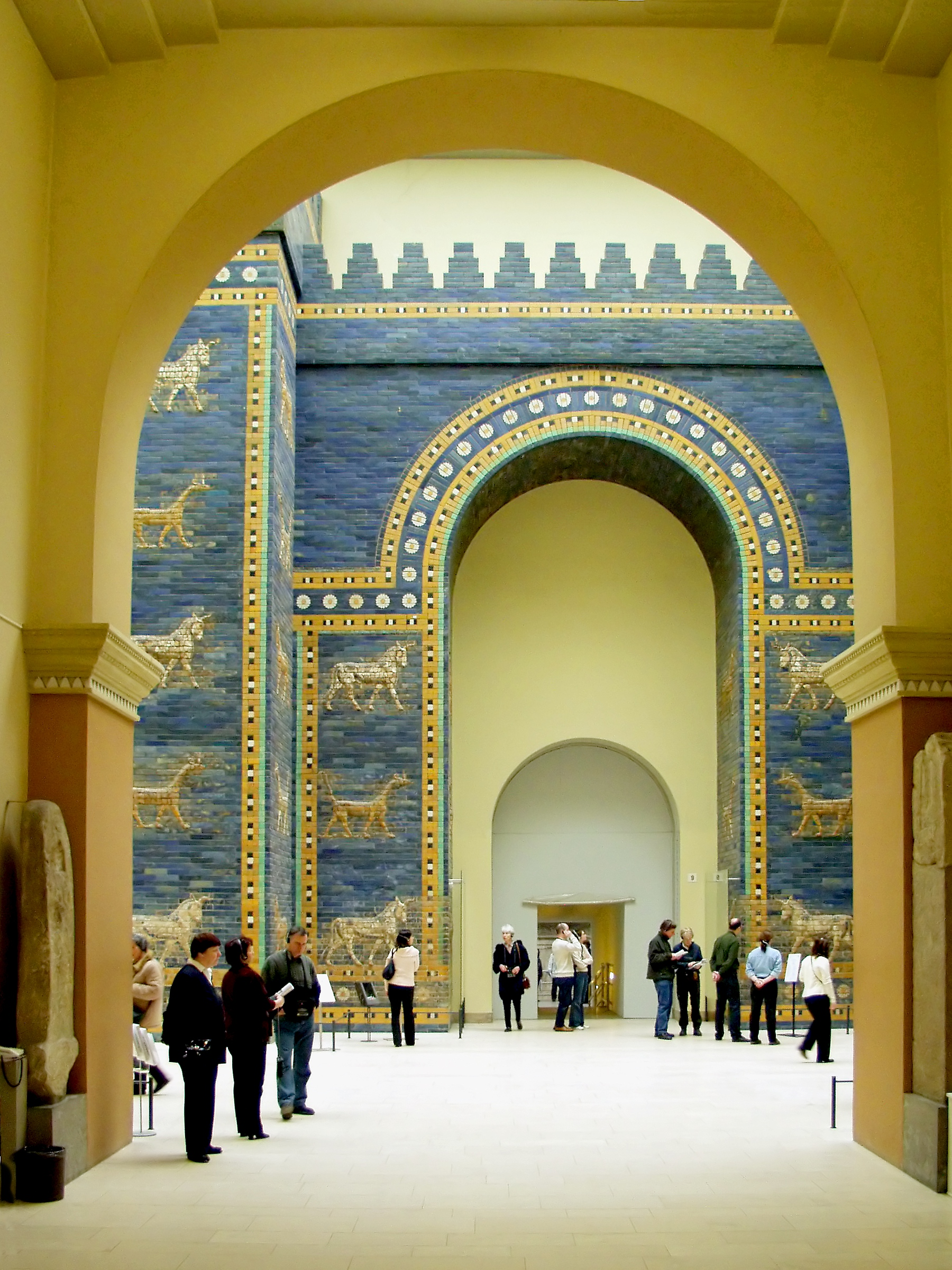
دروازه ایشتار در موزه پرگامون برلین

انو پدر و انتو مادر آسمانی وی هستند، ایشتار پس از پیروزی گیلگمش و انکیدو، بر هومبابا به سراغ گیلگمش رفته از او می‌خواهد جفت او باشد و نطفه خود را به وی ببخشد. ایشتار بارها و بارها با نشاط عشق بزرگان را به خواری کشیده بود. از همین رو گیلگمش درخواست وی را رد کرده، ننگ‌های ایشتار را به او یادآور می‌شود. ایشتار برآشفته به نزد پدر رفته و به تهدید گاونر آسمانی را از پدر خود گرفته و به نبرد با گیلگمش می‌فرستد. گیلگمش در این نبرد، گاو نر آسمانی را از پای درمی‌آورد و ران گاو را به سوی ایشتار می‌افکند.

## ایشتار در سروده‌ها
بدر شاکر السیاب در قصیده‌اش به نام مرحی غیلان، از ایشتار الهام گرفته‌است.
«ایشتر/ ایزدبانوی عشق، دشت‌های عراق را همه
شکوفه و برگ و بار بخشیده‌است، پنداری جان من
در دل خاک سیاه گور، دانه گندمی است و پژواک آوای تو، آب
تو ای آسمان، رستخیز مرا اعلام کردی»
عبدالوهاب بیاتی در قصیده‌اش به نام قصائد حب الی عشتار، از ایشتار الهام گرفته‌است.
«گرمای زایش را از اعماق زمین برمی‌گیرند و در دل زمین ریشه می‌کنند
تا خون را به چشمه‌سارها و آب رودبار را به دریای بی‌کران بازگردانند
و پروانه‌ها را دیگر بار به دشت گل‌های سرخ رهنمون سازند!
چه هنگام ایشتار دیگربار به همراه گنجشک و با پرتو روشنا به این خانه بازمی‌گردد؟!»
«آن‌گاه که ایشتر چنان یکی فرشته در زمین فرود آمد
بسان سرخ‌گلی لرزان
که بادش از سرزمین اساطیر به قهوه‌خانه و بر سنگفرش خیابان‌های مرده، آورده‌است.»
لمیعه عباس عماره نیز در دو قصیده‌اش به نام «أغانی عشتار»: ترانه‌های ایشتر و «نوروز فی أربیل»: نوروز در اربیل، از این الهه، الهام گرفته‌است.
«ایشتر به همه چوپانان تو، عشق می‌ورزد
ای دژ اربیل و ای پرستشگاه ایشتر»

## نمود ایشتار در کتاب‌ها
کتاب ترانه‌های عشتار: واکاوی گزیده‌هایی از شعر معاصر عربی، نوشته بهار صدیقی و احمدرضا حیدریان شهری می‌باشد. این کتاب به ترسیم ایماژهایی از ایشتار در شعر معاصر عربی می‌پردازد.
نگارنده در این پژوهش کوشیده‌است تا از میان سرایندگان کشورهای مختلف عربی، برجسته‌ترین و نامدارترین افرادی که در سررزمین خویش، پرچمدار و پیشاهنگ نوپردازی و نوگرایی و طرح اندیشه‌هایی نو یا متفاوت بوده‌اند را مورد بررسی قرار دهد. در برگردان متون ادبی در این پژوهش به زبان فارسی، افزون بر معیار قرار دادن متن در زبان مبدأ، نگارندگان کوشیده‌اند تا ایماژها، استعاره‌ها، همانندسازی‌ها و خیالپردازی‌های پدیدآور عرب زبان در متن اصلی در فرایند ترجمه، در پیشگاه واژگان و بیان، تباه نگردد.
سرایندگانی که زندگی، اندیشه‌ها و سروده‌هایشان در این کتاب مورد توجه قرار گرفته‌است عبارتند از: ۱- جبران خلیل جبران ۲- میخائیل نعیمه ۳- فدوی طوقان
۴- خلیل حاوی ۵- جبرا ابراهیم جبرا ۶- نازک الملائکة ۷- نزار قبّانی ۸- بدر شاکر السیّاب ۹- عبدالوهاب بیاتی ۱۰- لمیعه عباس عماره ۱۱- ادونیس ۱۲- صلاح عبدالصبور ۱۳- احمد عبدالمعطی حجازی ۱۴- امل دنقل ۱۵- محمود درویش ۱۶- حسب الشیخ جعفر ۱۷- فایز خضّور ۱۸- اجود مجبل الخفاجی